# Општина Дион-Олимп
Општина Дион-Олимп (грч. Δήμος Δίου-Ολύμπου, Димос Диу-Олимбу) је општина у Грчкој у округу Пијерија, периферија Средишња Македонија. Административни центар је град Литохоро.

## Насељена места
Општина Дион-Олимп је формирана 1. јануара 2011. године спајањем 3 некадашње административне јединице: Дион, Источни Олимп и Литохоро.
- Општинска јединица Дион: Кондариотиса, Вронду, Дион, Карица, Нови Ефес, Платанакија, Свети Спиридон.
- Општинска јединица Источни Олимп: Лептокарија, Горња Скотина, Нови Панделеимон, Нови Пори, Панделеимон, Паралија Панделеимонос, Паралија Скотинас, Платамонас, Пори, Свети Димитрије, Скотина.
- Општинска јединица Литохоро: Литохоро, Каливија Варику, Лименас Литохору, Плака.